# Слатина (Циркулане)
Слатина (словен. Slatina) — поселення в общині Циркулане, Подравський регіон‎, Словенія.